# Маловідз
Маловідз (пол. Małowidz) — село в Польщі, у гміні Єднорожець Пшасниського повіту Мазовецького воєводства.
Населення — 310 осіб (2011).
У 1975-1998 роках село належало до Остроленцького воєводства.

## Демографія
Демографічна структура станом на 31 березня 2011 року:
|          | Загалом | Допрацездатний вік | Працездатний вік | Постпрацездатний вік |
| -------- | ------- | ------------------ | ---------------- | -------------------- |
| Чоловіки | 160     | 35                 | 108              | 17                   |
| Жінки    | 150     | 32                 | 83               | 35                   |
| Разом    | 310     | 67                 | 191              | 52                   |